# NGC 6667
NGC 6667 (ook: NGC 6668 en NGC 6678) is een balkspiraalstelsel in het sterrenbeeld Lier. Het hemelobject werd op 11 september 1883 ontdekt door de Amerikaanse astronoom Lewis A. Swift.

## Synoniemen
- ZWG 322.44
- IRAS 18308+6756
- UGC 11269
- MCG 11-22-53
- PGC 61972